# Municipio de Saline (condado de Howard)
El municipio de Saline (en inglés: Saline Township) es un municipio ubicado en el condado de Howard en el estado estadounidense de Arkansas. En el año 2010 tenía una población de 93 habitantes y una densidad poblacional de 1,64 personas por km².

## Geografía
El municipio de Saline se encuentra ubicado en las coordenadas 33°55′43″N 94°1′3″O / 33.92861, -94.01750. Según la Oficina del Censo de los Estados Unidos, el municipio tiene una superficie total de 56.75 km², de la cual 56,75 km² corresponden a tierra firme y (0 %) 0 km² es agua.

## Demografía
Según el censo de 2010, había 93 personas residiendo en el municipio de Saline. La densidad de población era de 1,64 hab./km². De los 93 habitantes, el municipio de Saline estaba compuesto por el 90,32 % blancos, el 4,3 % eran afroamericanos, el 5,38 % eran amerindios. Del total de la población el 2,15 % eran hispanos o latinos de cualquier raza.